# دوري كرة القدم السلوفيني الدرجة الثانية 2008–09
دوري كرة القدم السلوفيني الدرجة الثانية 2008–09 (بالإيطالية: Druga slovenska nogometna liga 2008-2009)‏ هو الموسم 18 من دوري كرة القدم السلوفيني الدرجة الثانية ‏. أشرف على تنظيمه اتحاد سلوفينيا لكرة القدم، وكان عدد الأندية المشاركة فيه 10، وفاز فيه نادي أولمبيا ليوبليانا.